# Andlau
Andlau ist eine französische Gemeinde mit 1759 Einwohnern (Stand 1. Januar 2021) im Département Bas-Rhin in der Europäischen Gebietskörperschaft Elsass und in der Region Grand Est. Sie gehört zum Arrondissement Sélestat-Erstein und zum Kanton Obernai.

## Geografie
Andlau liegt am Fuß der Vogesen, am westlichen Rand der Oberrheinebene, etwa 14 Kilometer nördlich von Sélestat und 28 Kilometer südwestlich von Straßburg. Das zu neun Zehnteln bewaldete Gemeindegebiet reicht weit nach Westen in die Vogesen hinein. Durch den Ort fließt die Andlau, ein Nebenfluss der Ill.
Nachbargemeinden von Andlau sind Barr und Mittelbergheim im Nordosten, Eichhoffen im Osten, Bernardvillé im Süden, Reichsfeld und Albé im Südwesten sowie Le Hohwald im Westen.

## Geschichte
Die Abtei Andlau wurde 880 von der Kaiserin Richardis gegründet. Sie war von ihrem Gatten Kaiser Karl III. verstoßen worden und wurde später heiliggesprochen. Ihr Grab in Andlau wurde zur Wallfahrtsstätte. Der Legende zufolge wurde ihr der geeignete Platz dafür von einer wilden Bärin gezeigt. In der als einem der ältesten Teile der Kirche erhaltenen, zweiräumigen Krypta aus dem Jahre 1045, gegen Osten um 1080 vergrößert, steht eine Bärenskulptur. Die Krypta ist einer der ältesten Wallfahrtsorte zur Jungfrau Maria im Elsass. Hierher kamen Rheumatismus-Geplagte und Fußkranke, um Heilung zu erhalten. Um das Kloster herum entwickelte sich der Ort. Für die weitere Ortsgeschichte war das Adelsgeschlecht Andlau von Bedeutung. Dessen Wappen wurde in umgekehrter Farbstellung zum Gemeindewappen. 1287 wurde das Benediktinerinnenstift reichsunmittelbar und 1499 in ein Damenstift umgewandelt, bevor es in der Französischen Revolution im Jahre 1791 aufgelöst wurde.
Von 1871 bis zum Ende des Ersten Weltkrieges gehörte Andlau als Teil des Reichslandes Elsaß-Lothringen zum Deutschen Reich und war dem Kreis Schlettstadt im Bezirk Unterelsaß zugeordnet.
Bevölkerungsentwicklung
| Jahr      | 1910 | 1962 | 1968 | 1975 | 1982 | 1990 | 1999 | 2008 | 2012 | 2015 |
| Einwohner | 1789 | 1529 | 1584 | 1919 | 1744 | 1632 | 1654 | 1838 | 1799 | 1751 |

## Wappen
Wappenbeschreibung: In Rot ein durchgehendes goldenes Kreuz.

## Sehenswürdigkeiten
- Die ehemalige Abteikirche Ste. Richardis (BILDER IN WM-COMMONS), heute St-Pierre-et St-Paul, des von der heiligen Richardis gegründeten Klosters aus dem 11./12. Jahrhundert wurde Ende des 17. Jahrhunderts umgestaltet. Die romanische Krypta wurde um 1045 errichtet und 1080 erweitert. 1130 erhielt die Kirche die Form einer kreuzförmigen Basilika und einen rechteckigen Chor. Hiervon erhalten ist jedoch nur der Westbau mit sehenswerten Skulpturen und Reliefs am Obergeschoss, zum Teil später zur heutigen Form zusammengefügt. 1160–1161 wurden die durch einen Brand zerstörten Ostteile der Kirche erneuert. In den Jahren 1698 bis 1704 wurde das Langhaus als Emporenbasilika in Annäherung an romanische Formen erbaut, anschließend nachgotisch der Westbau mit dem Turm.

Besonders sehenswert sind eine Glasscheibe aus der Zeit um 1210 mit dem gekrönten Christus und zwölf Propheten und andere Ausstattungsstücke aus dem 15. bis 18. Jahrhundert.

Kirche St. Peter und Paul
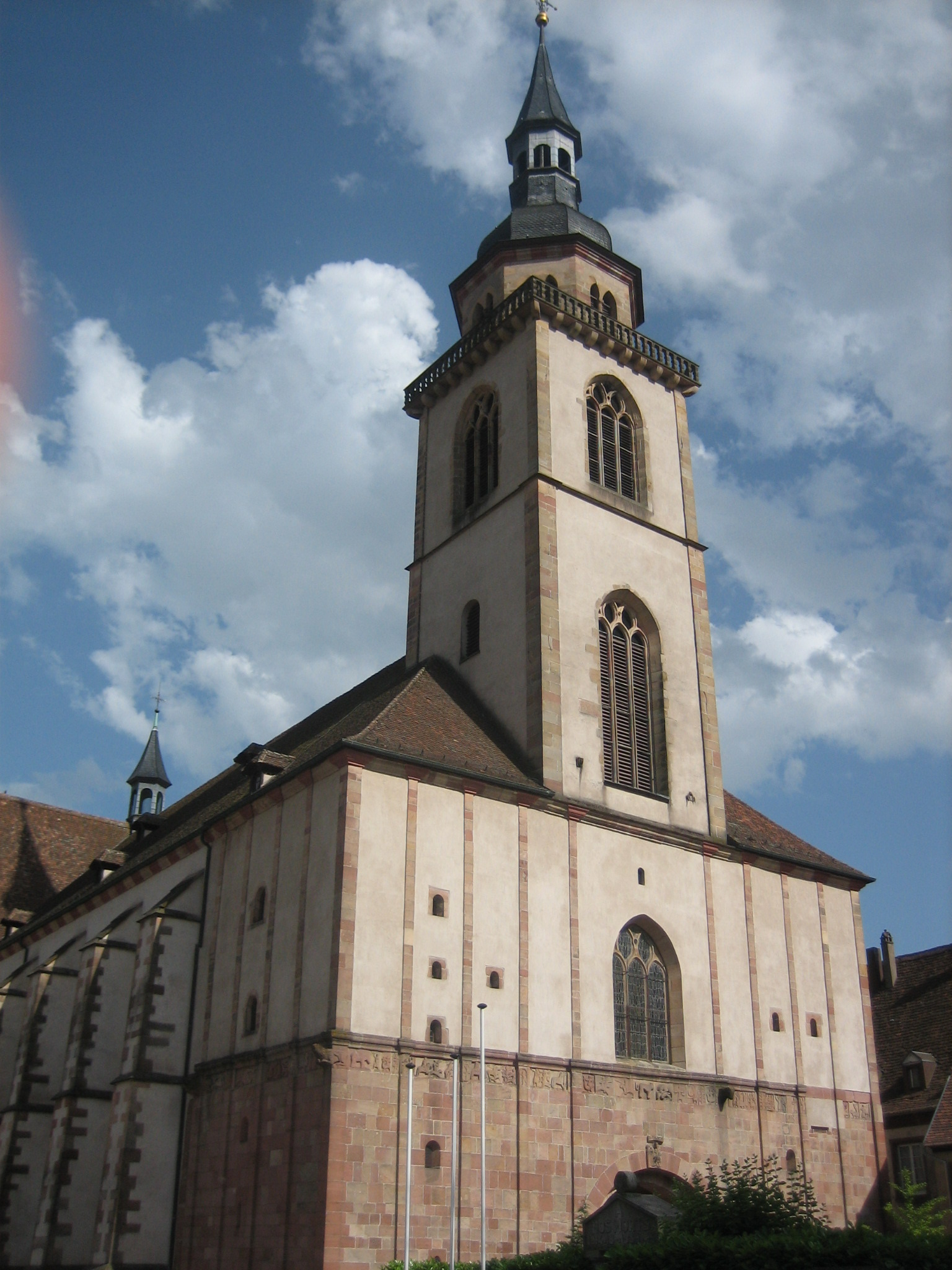
Fassade der ehemaligen Abteikirche
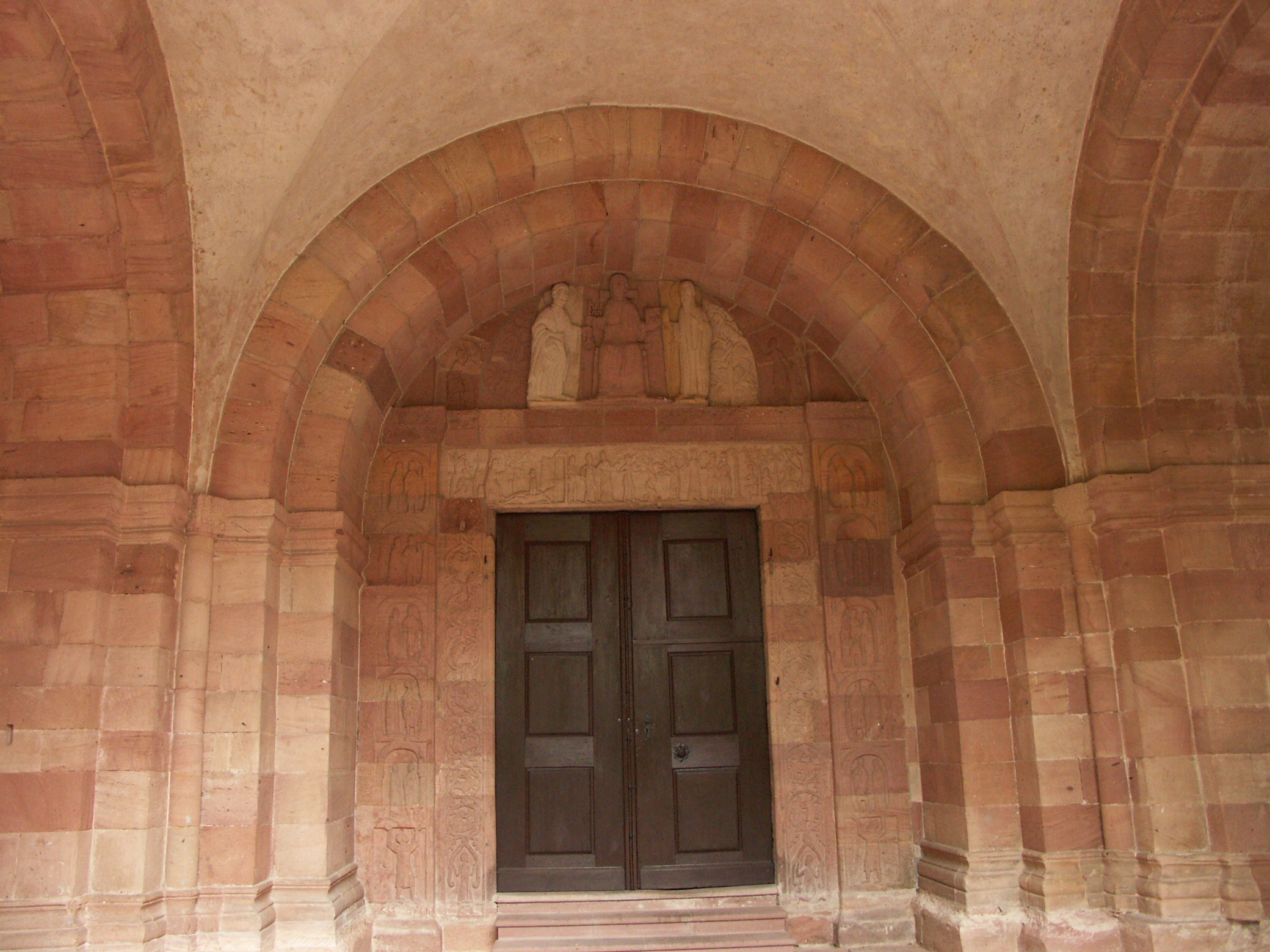
Vorhalle mit romanischem Portalfries und Tympanon
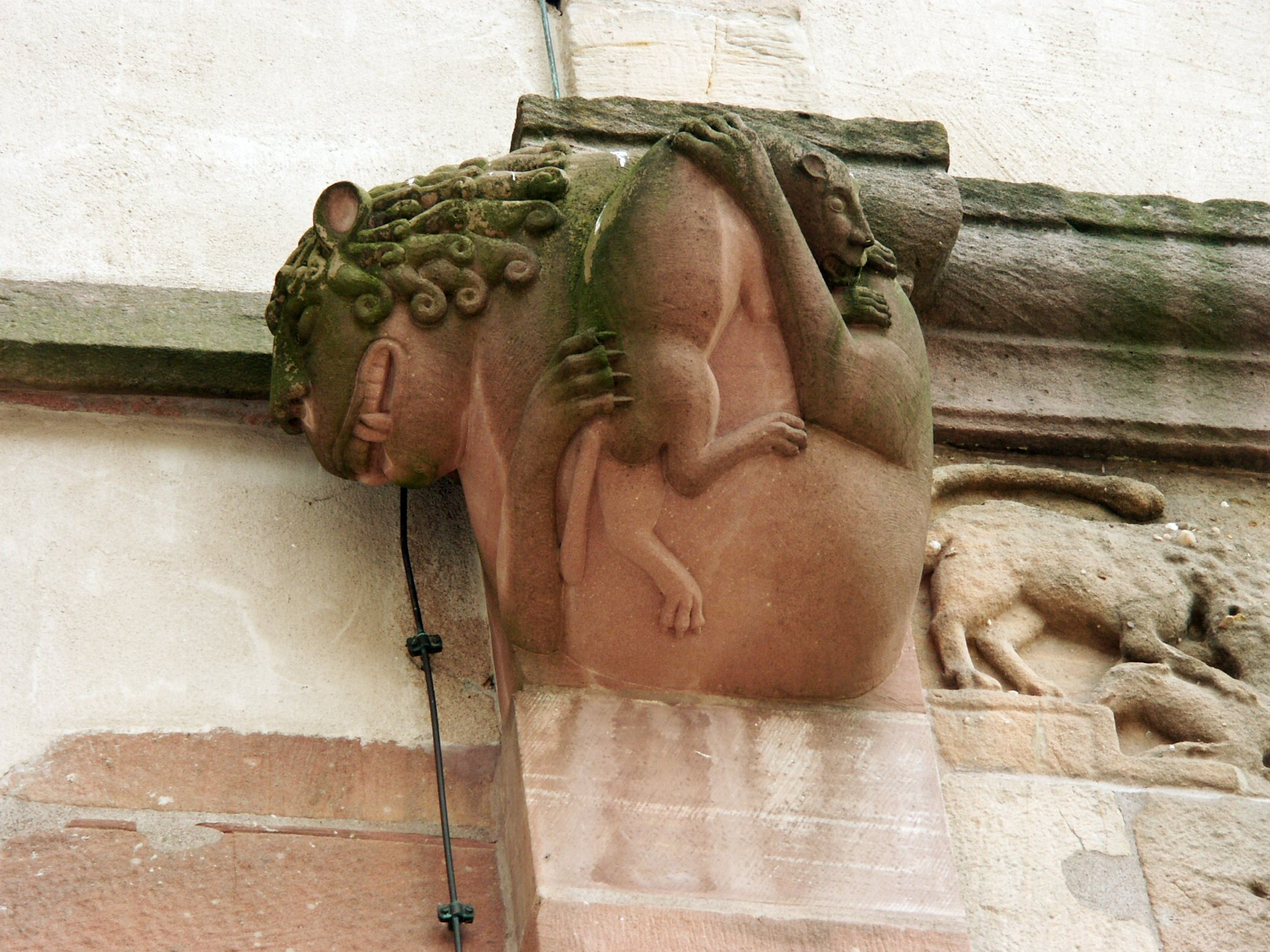
Skulptur an der Außenseite der Kirche
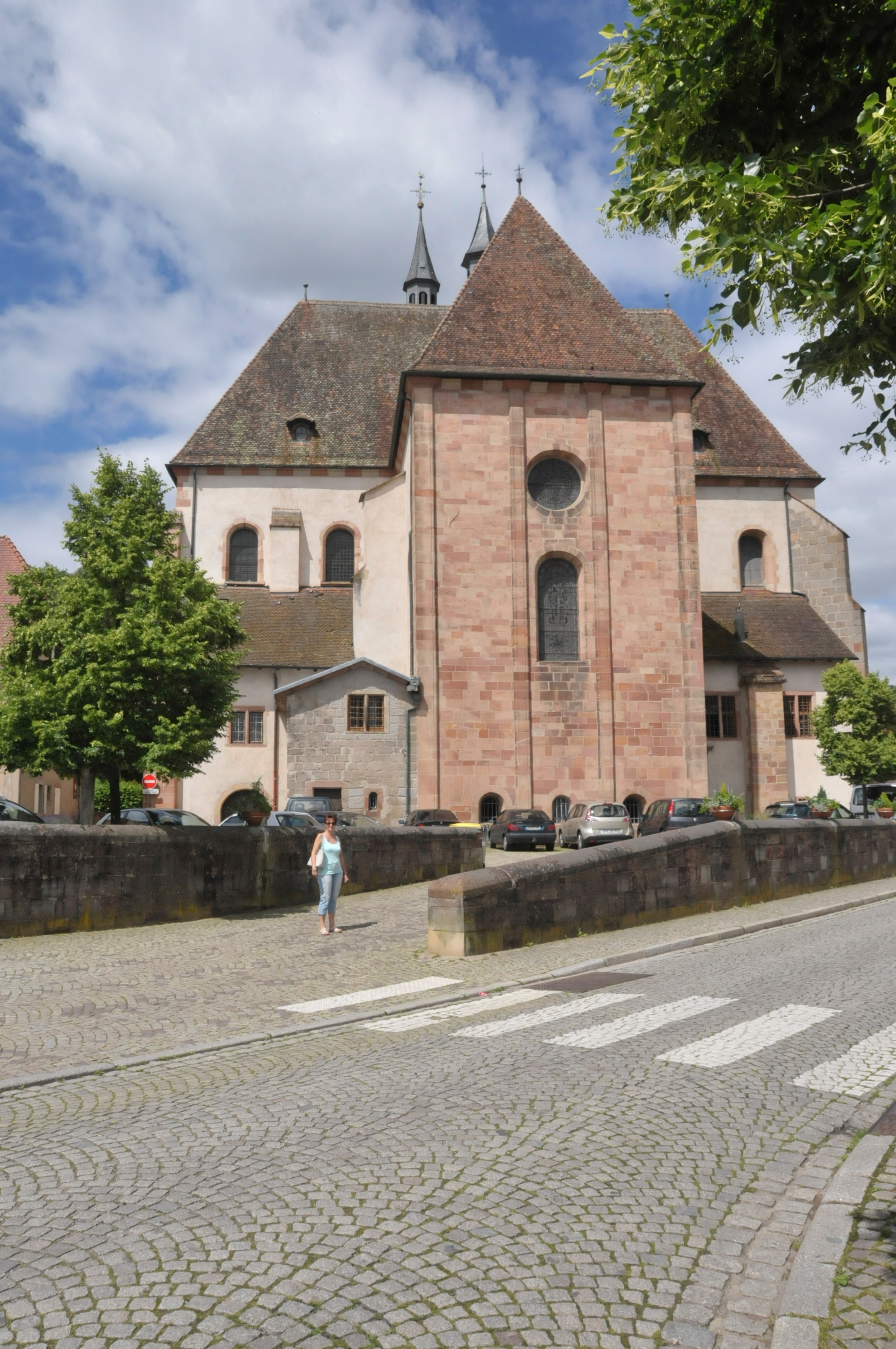
Ostseite
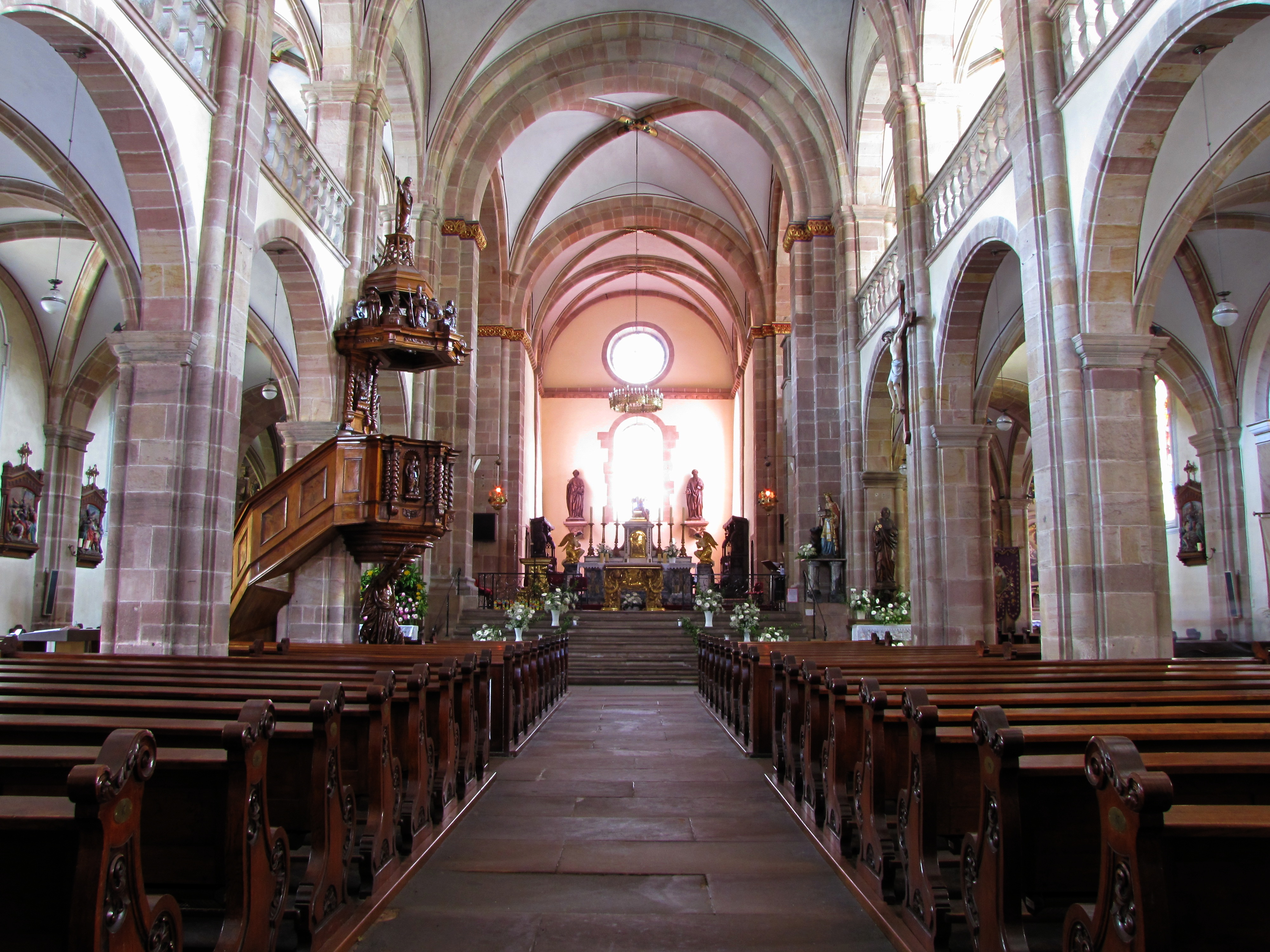
Blick zum Chorraum
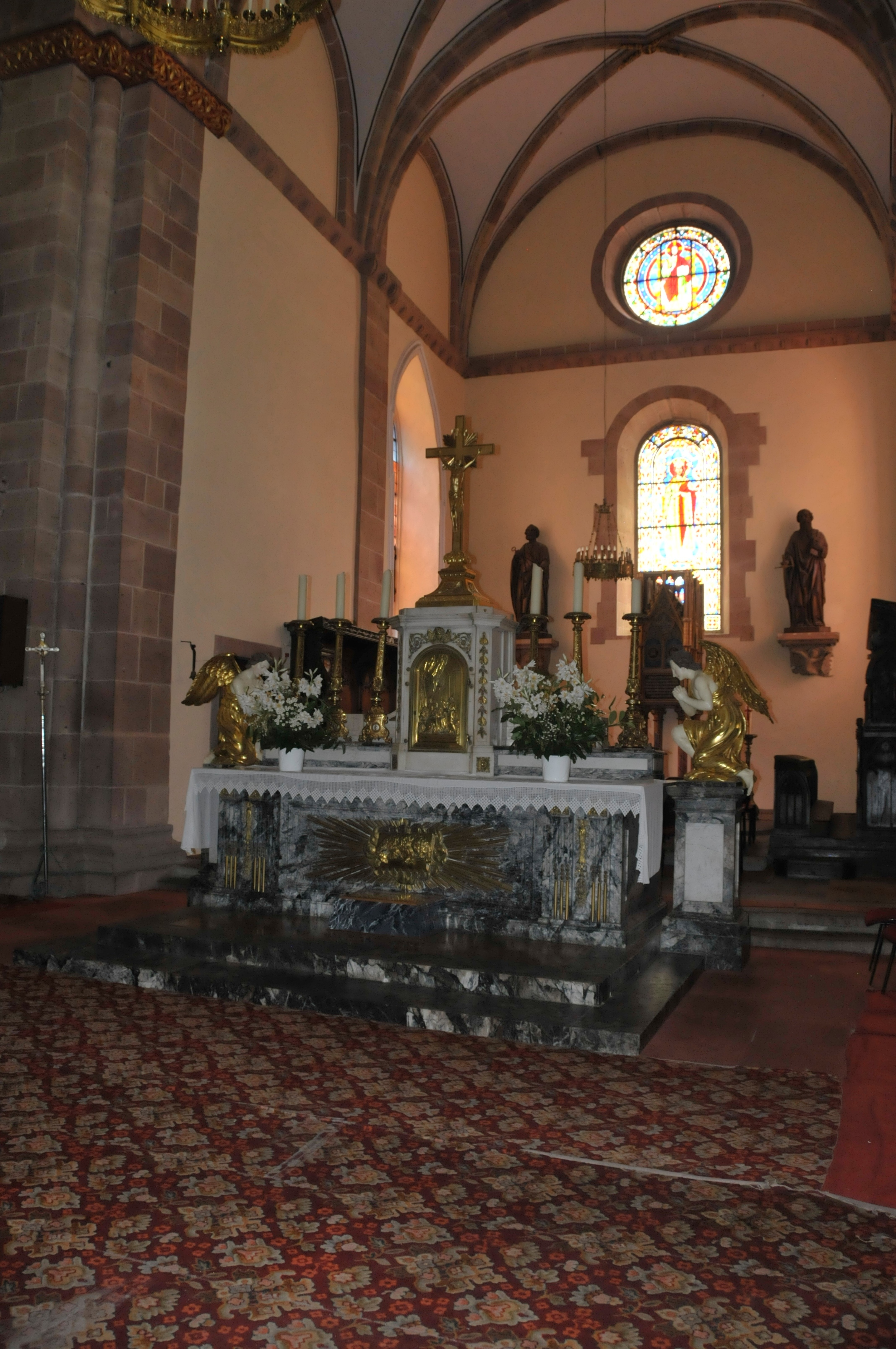
Chorraum mit Hauptaltar
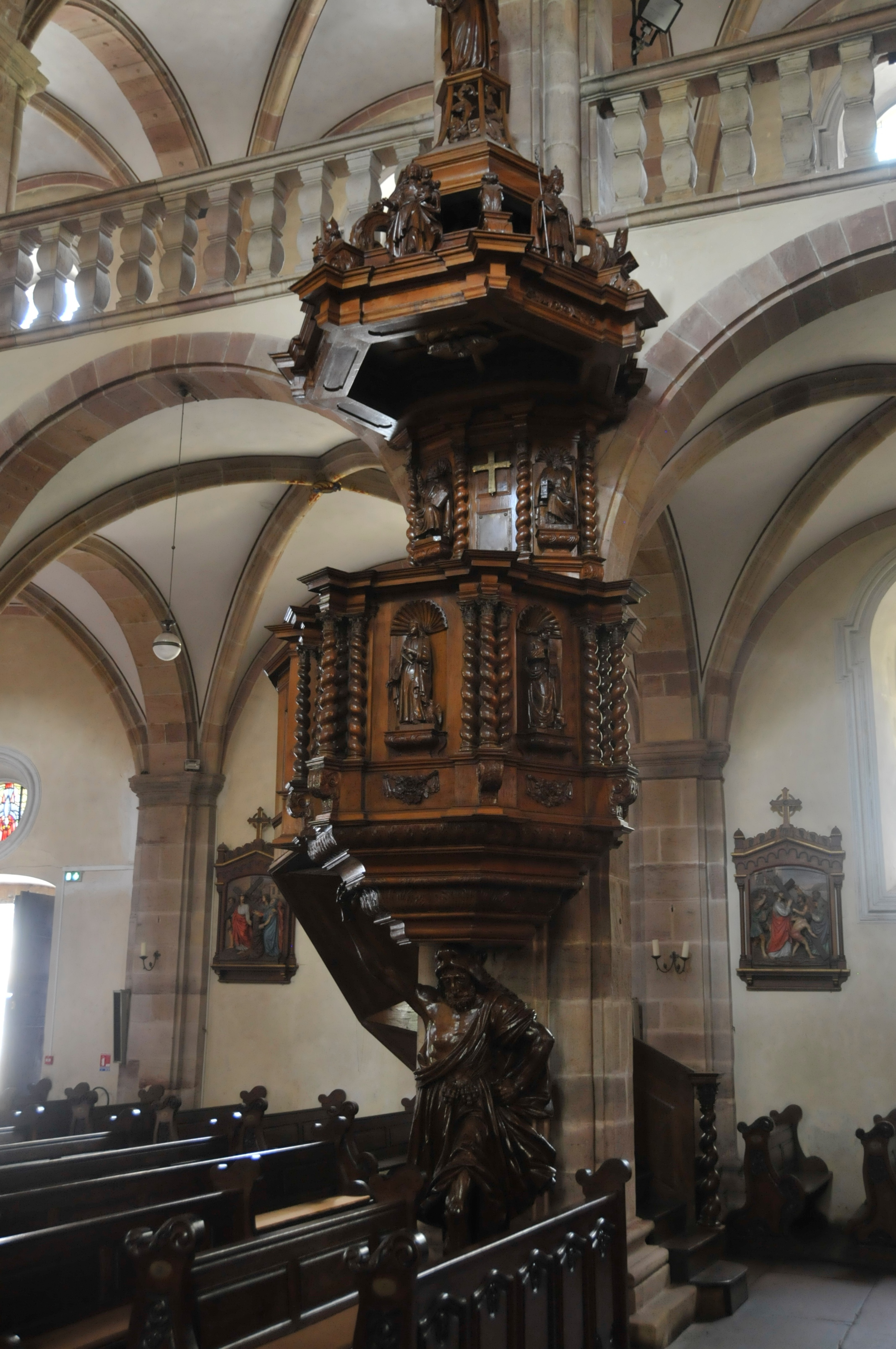
Kanzel
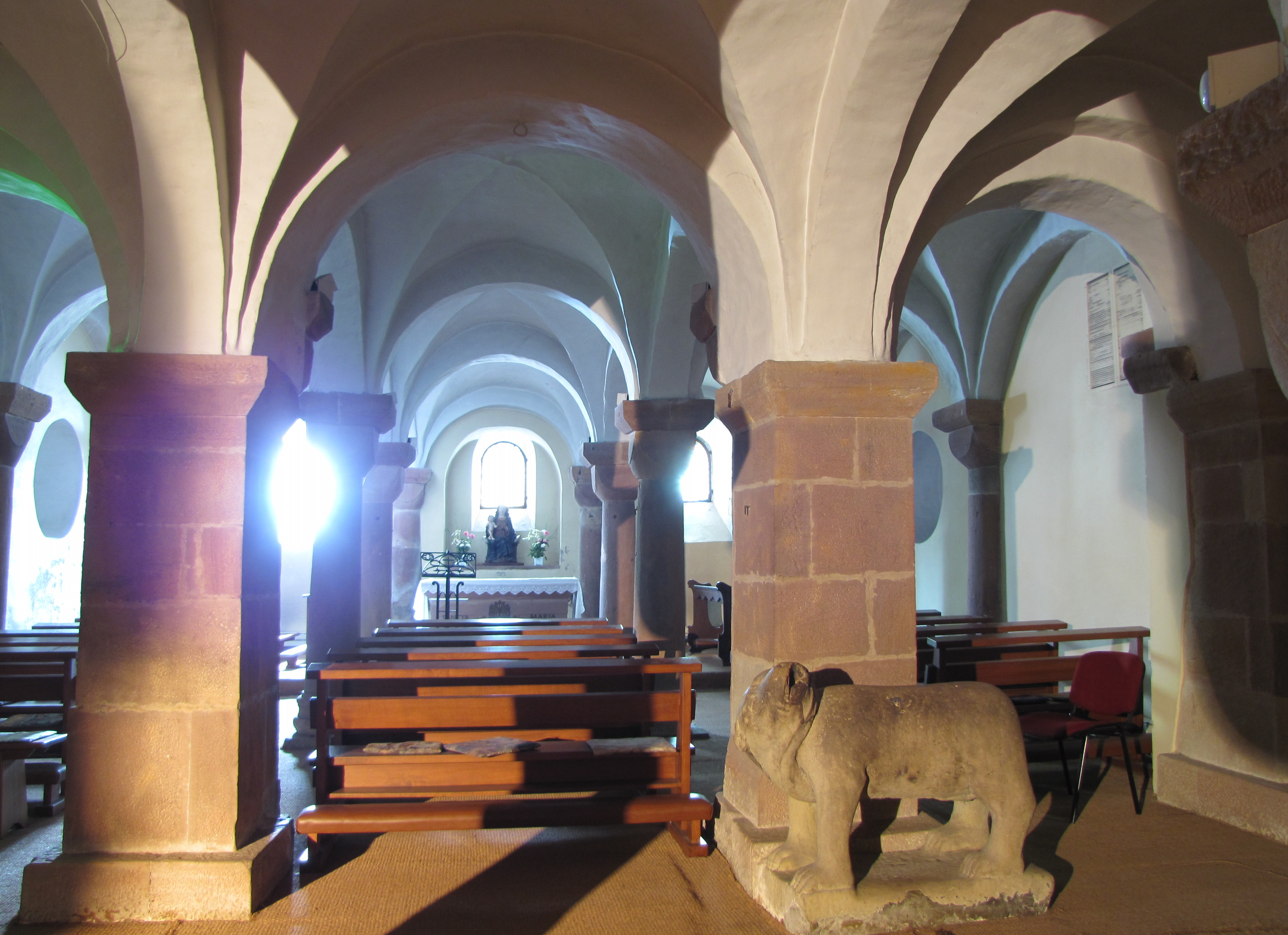
Krypta mit Skulptur der Bärin

- Im Ort findet der Besucher viele reizvolle Häuser, u. a. ein Renaissancegebäude von 1623.
- Brunnen der Hl. Richardis mit dem Bären an ihrer Seite auf dem Marktplatz.
- Auf der Gemarkung der Gemeinde befinden sich die Ruinen der Burgen Hohandlau (Château du Haut-Andlau) und Spesburg, die beide im 13. Jahrhundert erbaut wurden.

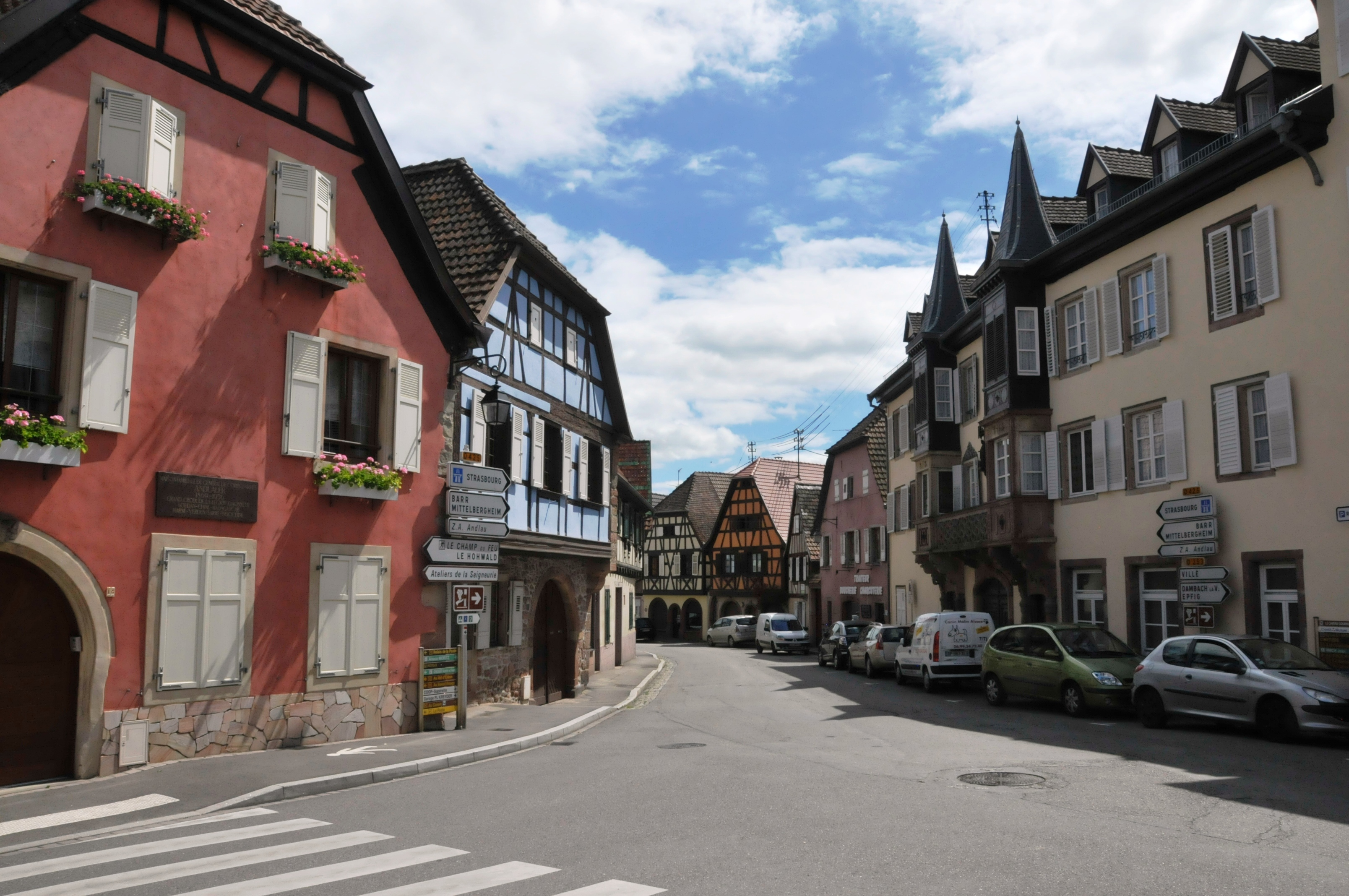
Blick in die Rue du Général Koenig, links das Haus der Familie des Generals Joseph Louis Marie Andlauer
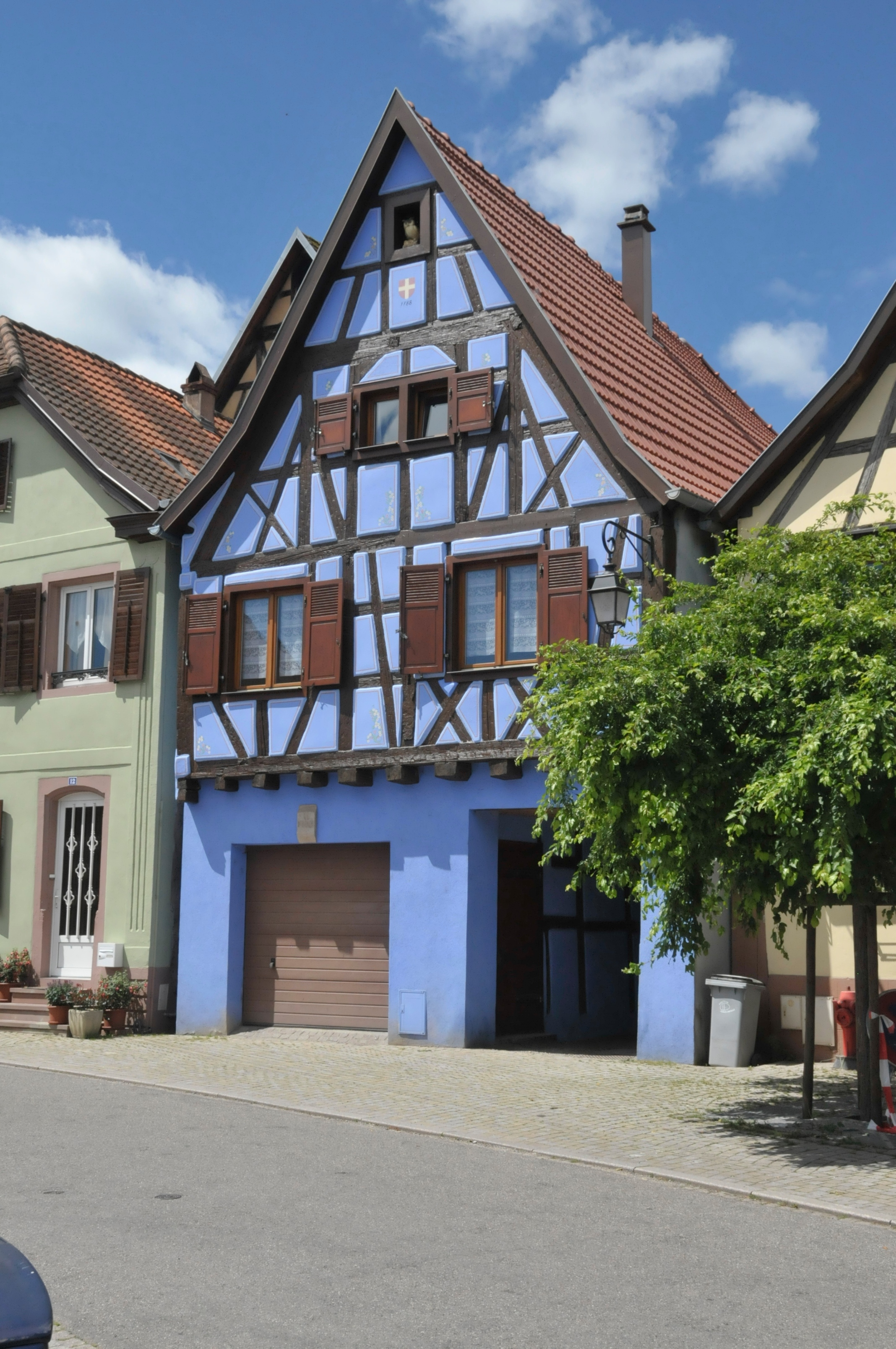
Haus in der Rue du Maréchal Foch
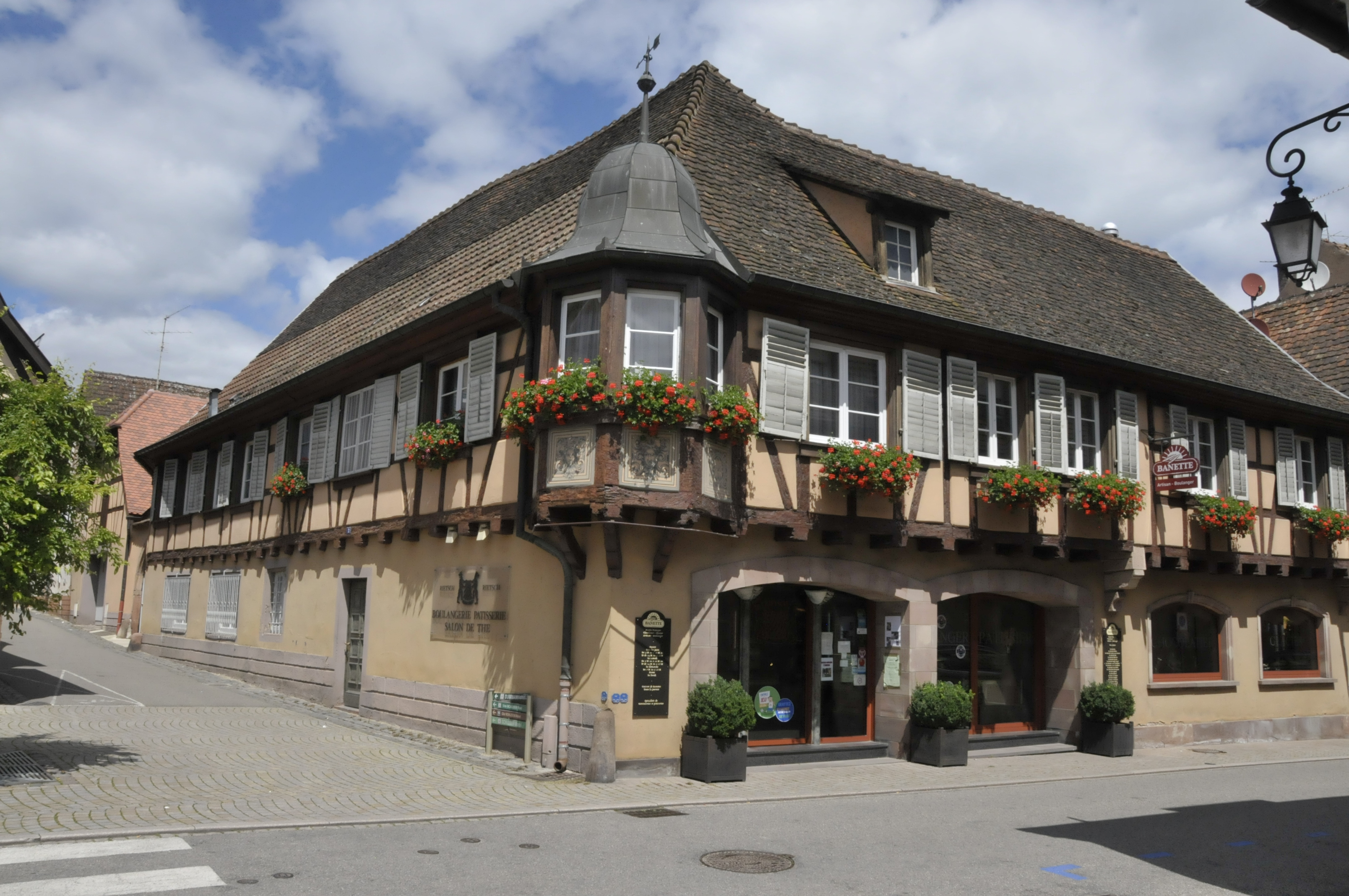
Eckhaus Rue des Serruriers/Rue du Maréchal Foch
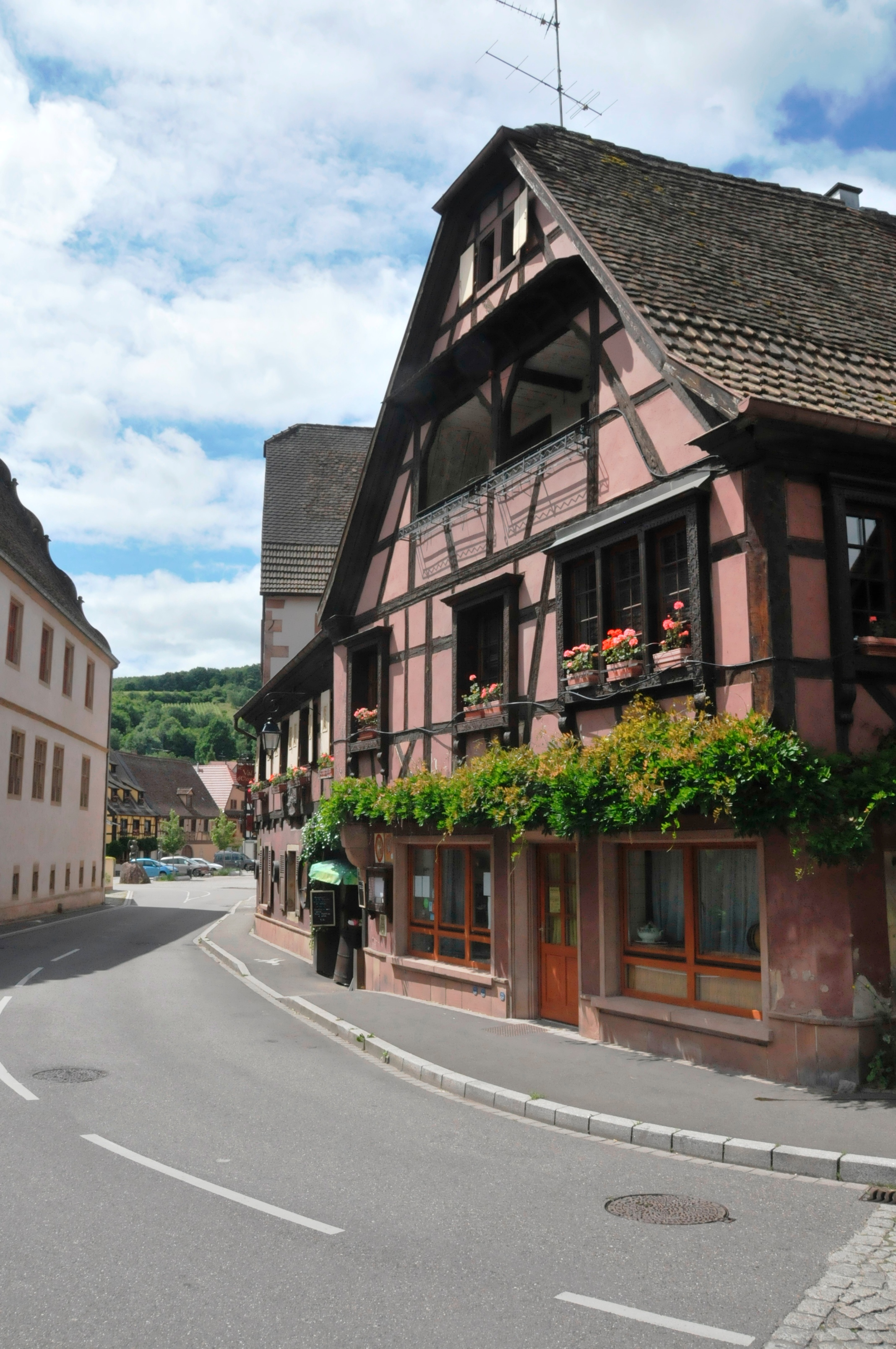
Blick in die Rue du Général Koenig
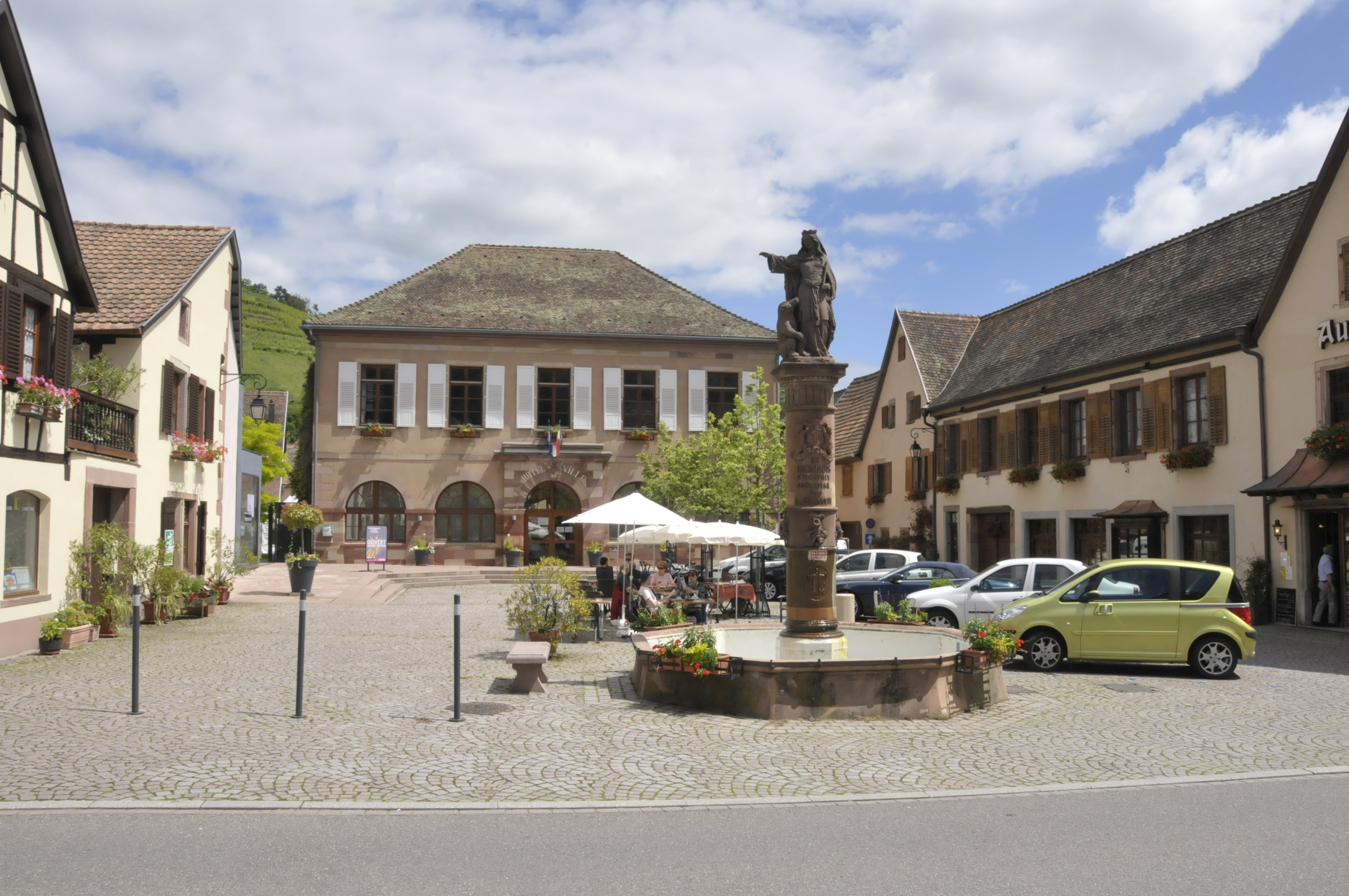
Marktplatz mit Mairie und Richardisbrunnen

- Friedhofskapelle St-André mit gotischem Chorturm aus dem 13. Jahrhundert.

Friedhofskapelle St.-André
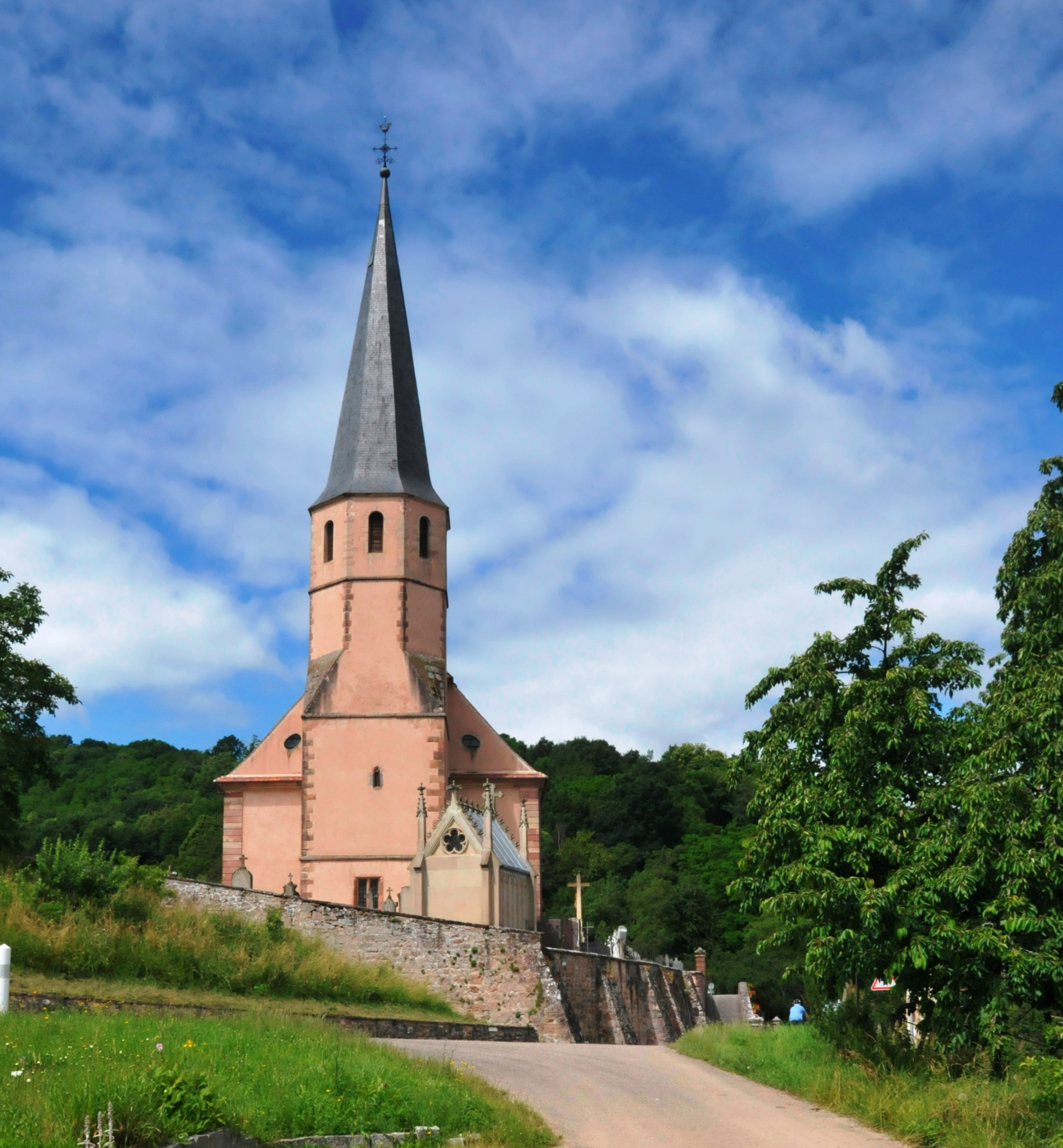
Friedhofskapelle St. André
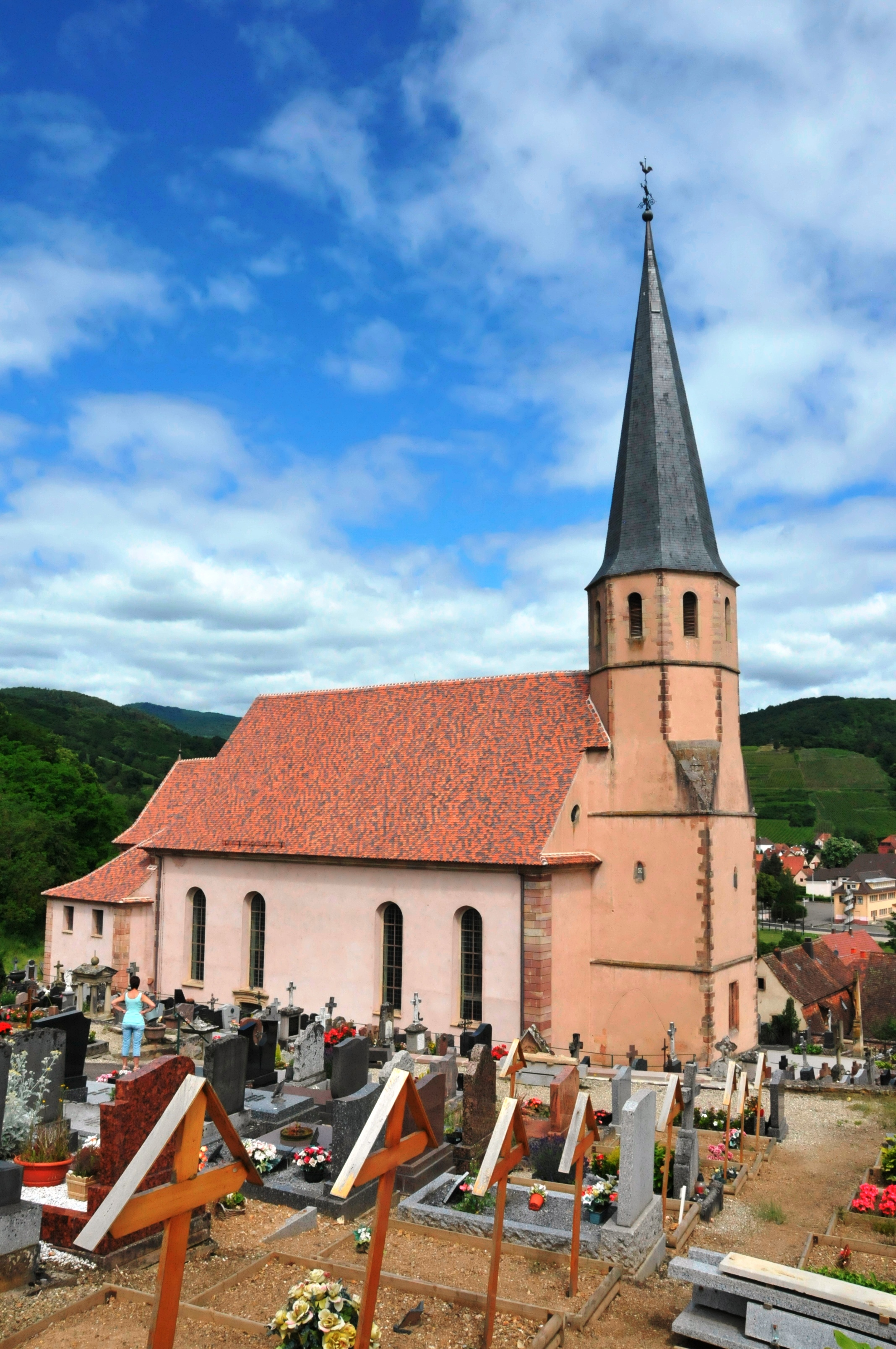
Friedhofskapelle St. André
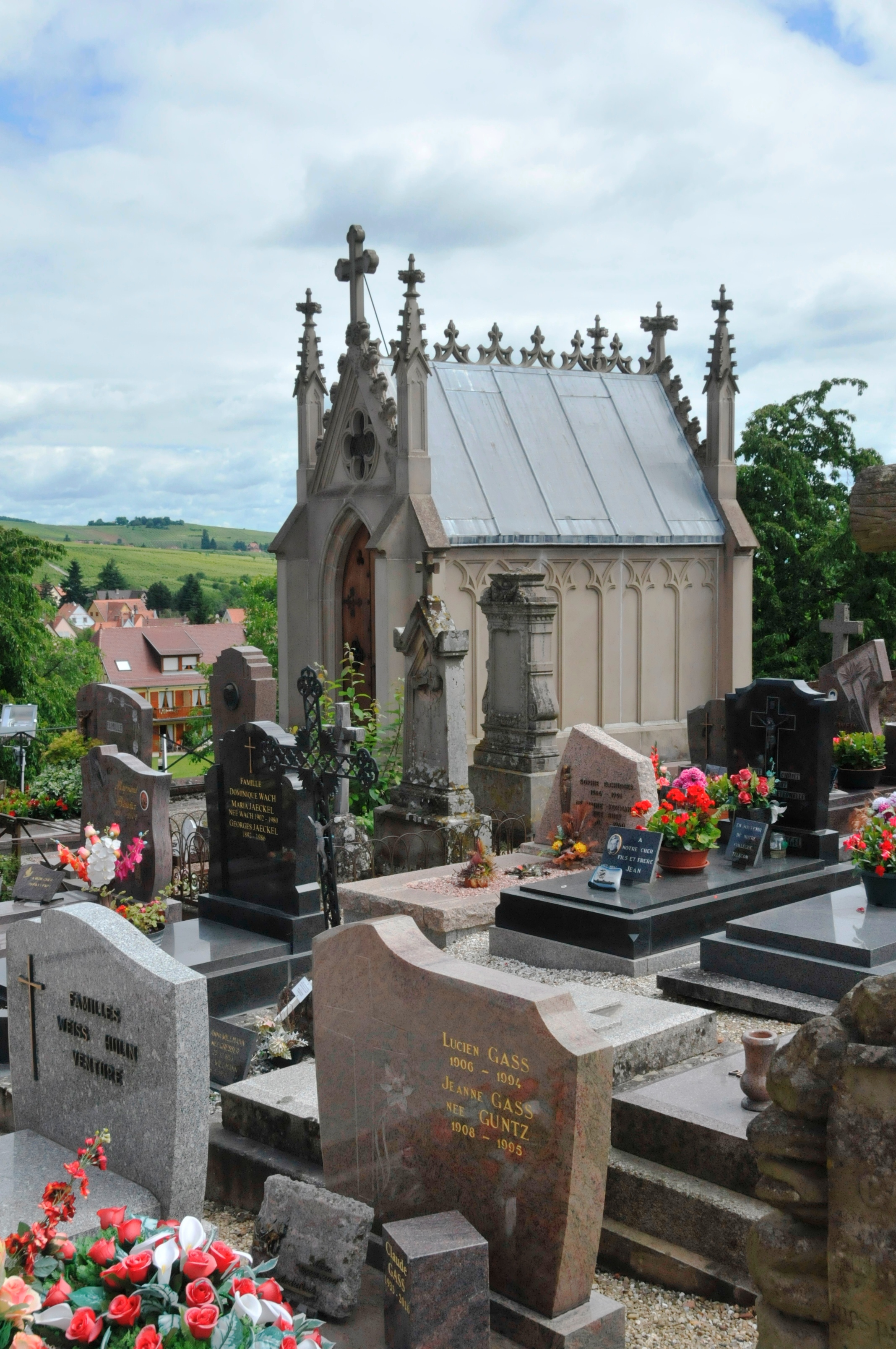
Aufbahrungskapelle bei der Friedhofskapelle St. André

## Wirtschaft
Der Ort lebt überwiegend vom Weinanbau und Weinhandel (siehe auch Weinbaugebiet Elsass). Er liegt an der Elsässer Weinstraße. Auf dem Gemeindegebiet befinden sich die drei Alsace Grand Cru-Lagen Kastelberg, Moenchberg und Wiebelsberg.

## Gemeindepartnerschaften
Seit 1961 ist Andlau mit der deutschen Gemeinde Sexau im südbadischen Landkreis Emmendingen partnerschaftlich verbunden.

## Persönlichkeiten
- Richardis oder Richgard(is) (* um 840; † 18. September um 900 in Andlau) war Gemahlin Kaiser Karls III.
- Peter Hemmel von Andlau (um 1420–1506), spätgotischer Glasmaler
- Georg von Andlau († 1466), Basler Dompropst, erster Rektor der Universität Basel
- Peter von Andlau (etwa 1420–1480), humanistischer Rechtsgelehrter
- Das Wappen von Andlau ziert auch das Epitaph von Anton Benedikt Friedrich Graf von Andlau, ehemaliger Fürst und Abt von Gebweiler, † 1839 als Domherr in Eichstätt.
- Johann Franz Anton von Olry (1769–1863), bayerischer Diplomat
- Marie-Madeleine de Rebstock, Reichsgräfin von Wangenbourg und Marlenheim etc. (1570–1609), Fürstäbtissin des Klosters Andlau